# Akwamaryna (kolor)
Akwamaryna – niebieskozielony pigment mineralny pochodzenia naturalnego lub syntetycznego, stosowany do produkcji farb, lakierów i emalii oraz jako środek barwiący wielu innych substancji, w tym także jako wybielacz optyczny.